# Dinijar Biljaletdinov
Dinijar Rinatovič Biljaletdinov (in russo Динияр Ринатович Билялетдинов?; Mosca, 27 febbraio 1985) è un ex calciatore russo, di ruolo centrocampista.

## Biografia
Suo padre, Rinat Biljaletdinov, è un allenatore di calcio, nonché ex calciatore. Nel settembre 2022 è stato chiamato, come riservista, nell'esercito russo per combattere nella guerra contro l'Ucraina.

## Caratteristiche tecniche
Di ruolo centrocampista, è un buon tiratore dalla distanza.

## Carriera

### Club

#### Lokomotiv Mosca
Originario di Mosca, Biljaletdinov ha debuttato in prima squadra nel 2004, nella Lokomotiv Mosca. Dopo l'esordio, è diventato un membro fisso della prima squadra. Già al suo primo anno d'attività professionistica, è riuscito a vincere il campionato. Ha anche vinto la Coppa di Russia e la Supercoppa di Russia. Nella sua prima stagione al club, ha vinto la Prem'er-Liga ed è stato nominato giovane dell'anno nel campionato russo. È stato il capitano della Lokomotiv per la stagione 2007. Lui di solito gioca come ala, ma è stato utilizzato anche in difesa per la squadra nazionale. Suo padre Rinat Bilyaletdinov è stato anche un calciatore professionista e ora è un allenatore.

#### Everton
Il 25 agosto 2009 Biljaletdinov viene acquistato dall'Everton, Biljaletdinov ha firmato un contratto quadriennale con il club inglese Everton nel mese di agosto 2009 per una quota non divulgate, che si ritiene essere ₤ 8,9 milioni, con cui firma un contratto di 5 anni fino al 2014.
Ha creato i primi 3 gol con 2 assist nella gara inaugurale dell'Everton in Europa League nella vittoria per 4-0 sul AEK Atene. Bilyaletdinov fornisce anche un assist per Tim Cahill nella vittoria per due a uno dell'Everton contro il BATĖ Borisov a Borisov. Ha segnato di nuovo in Europa League in trasferta ad Atene contro l'AEK Atene dando all'Everton l'assoluta certezza della qualificazione alla fase a eliminazione diretta.

#### Spartak Mosca
Il 28 gennaio 2012 lo Spartak Mosca attraverso il suo sito ufficiale fa sapere di aver acquistato il centrocampista dell'Everton, Dinijar Biljaletdinov costo del cartellino intorno ai 6.5 milioni di euro , firma un contratto fino al 2015.

### Nazionale
Ha debuttato in Nazionale nel 2005, a soli vent'anni. Con il passare del tempo, ha acquisito maggiore importanza nel gruppo di Guus Hiddink, complici anche gli addii alla Nazionale di Titov e Los'kov. Ha giocato 10 delle 12 partite di qualificazione a Euro 2008 disputate dalla Russia.

## Statistiche

### Cronologia presenze e reti in Nazionale
| Cronologia completa delle presenze e delle reti in nazionale ― Russia | Cronologia completa delle presenze e delle reti in nazionale ― Russia | Cronologia completa delle presenze e delle reti in nazionale ― Russia | Cronologia completa delle presenze e delle reti in nazionale ― Russia | Cronologia completa delle presenze e delle reti in nazionale ― Russia | Cronologia completa delle presenze e delle reti in nazionale ― Russia | Cronologia completa delle presenze e delle reti in nazionale ― Russia | Cronologia completa delle presenze e delle reti in nazionale ― Russia |
| Data                                                                  | Città                                                                 | In casa                                                               | Risultato                                                             | Ospiti                                                                | Competizione                                                          | Reti                                                                  | Note                                                                  |
| --------------------------------------------------------------------- | --------------------------------------------------------------------- | --------------------------------------------------------------------- | --------------------------------------------------------------------- | --------------------------------------------------------------------- | --------------------------------------------------------------------- | --------------------------------------------------------------------- | --------------------------------------------------------------------- |
| 17-8-2005                                                             | Riga                                                                  | Lettonia                                                              | 1 – 1                                                                 | Russia                                                                | Qual. Mondiali 2006                                                   | -                                                                     | 85’                                                                   |
| 3-9-2005                                                              | Mosca                                                                 | Russia                                                                | 2 – 0                                                                 | Liechtenstein                                                         | Qual. Mondiali 2006                                                   | -                                                                     |                                                                       |
| 7-9-2005                                                              | Mosca                                                                 | Russia                                                                | 0 – 0                                                                 | Portogallo                                                            | Qual. Mondiali 2006                                                   | -                                                                     |                                                                       |
| 12-10-2005                                                            | Bratislava                                                            | Slovacchia                                                            | 0 – 0                                                                 | Russia                                                                | Qual. Mondiali 2006                                                   | -                                                                     | 58’                                                                   |
| 1-3-2006                                                              | Mosca                                                                 | Russia                                                                | 0 – 1                                                                 | Brasile                                                               | Amichevole                                                            | -                                                                     | 65’                                                                   |
| 27-5-2006                                                             | Albacete                                                              | Spagna                                                                | 0 – 0                                                                 | Russia                                                                | Amichevole                                                            | -                                                                     | 90+2’                                                                 |
| 16-8-2006                                                             | Mosca                                                                 | Russia                                                                | 1 – 0                                                                 | Lettonia                                                              | Amichevole                                                            | -                                                                     | 81’                                                                   |
| 6-9-2006                                                              | Mosca                                                                 | Russia                                                                | 0 – 0                                                                 | Croazia                                                               | Qual. Euro 2008                                                       | -                                                                     |                                                                       |
| 7-10-2006                                                             | Mosca                                                                 | Russia                                                                | 1 – 1                                                                 | Israele                                                               | Qual. Euro 2008                                                       | -                                                                     | 30’                                                                   |
| 11-10-2006                                                            | San Pietroburgo                                                       | Russia                                                                | 2 – 0                                                                 | Estonia                                                               | Qual. Euro 2008                                                       | -                                                                     | 90+2’                                                                 |
| 15-11-2006                                                            | Skopje                                                                | Macedonia                                                             | 0 – 2                                                                 | Russia                                                                | Qual. Euro 2008                                                       | -                                                                     |                                                                       |
| 7-2-2007                                                              | Amsterdam                                                             | Paesi Bassi                                                           | 4 – 1                                                                 | Russia                                                                | Amichevole                                                            | -                                                                     | 45’                                                                   |
| 24-3-2007                                                             | Tallinn                                                               | Estonia                                                               | 0 – 2                                                                 | Russia                                                                | Qual. Euro 2008                                                       | -                                                                     |                                                                       |
| 22-8-2007                                                             | Mosca                                                                 | Russia                                                                | 2 – 2                                                                 | Polonia                                                               | Qual. Euro 2008                                                       | -                                                                     |                                                                       |
| 8-9-2007                                                              | Mosca                                                                 | Russia                                                                | 3 – 0                                                                 | Macedonia                                                             | Qual. Euro 2008                                                       | -                                                                     |                                                                       |
| 12-9-2007                                                             | Londra                                                                | Inghilterra                                                           | 3 – 0                                                                 | Russia                                                                | Qual. Euro 2008                                                       | -                                                                     |                                                                       |
| 17-10-2007                                                            | Mosca                                                                 | Russia                                                                | 2 – 1                                                                 | Inghilterra                                                           | Qual. Euro 2008                                                       | -                                                                     |                                                                       |
| 17-11-2007                                                            | Tel Aviv                                                              | Israele                                                               | 2 – 1                                                                 | Russia                                                                | Qual. Euro 2008                                                       | 1                                                                     |                                                                       |
| 21-11-2007                                                            | Andorra la Vella                                                      | Andorra                                                               | 0 – 1                                                                 | Russia                                                                | Qual. Euro 2008                                                       | -                                                                     |                                                                       |
| 26-3-2008                                                             | Bucarest                                                              | Romania                                                               | 3 – 0                                                                 | Russia                                                                | Amichevole                                                            | -                                                                     | 61’                                                                   |
| 23-5-2008                                                             | Mosca                                                                 | Russia                                                                | 6 – 0                                                                 | Kazakistan                                                            | Amichevole                                                            | 1                                                                     |                                                                       |
| 28-5-2008                                                             | Burghausen                                                            | Serbia                                                                | 1 – 2                                                                 | Russia                                                                | Amichevole                                                            | -                                                                     | 71’                                                                   |
| 4-6-2008                                                              | Burghausen                                                            | Lituania                                                              | 1 – 4                                                                 | Russia                                                                | Amichevole                                                            | -                                                                     |                                                                       |
| 10-6-2008                                                             | Innsbruck                                                             | Spagna                                                                | 4 – 1                                                                 | Russia                                                                | Euro 2008 - 1º turno                                                  | -                                                                     |                                                                       |
| 14-6-2008                                                             | Salisburgo                                                            | Grecia                                                                | 0 – 1                                                                 | Russia                                                                | Euro 2008 - 1º turno                                                  | -                                                                     | 70’                                                                   |
| 18-6-2008                                                             | Innsbruck                                                             | Russia                                                                | 2 – 0                                                                 | Svezia                                                                | Euro 2008 - 1º turno                                                  | -                                                                     | 66’                                                                   |
| 21-6-2008                                                             | Basilea                                                               | Paesi Bassi                                                           | 1 – 3 dts                                                             | Russia                                                                | Euro 2008 - Quarti di finale                                          | -                                                                     | 69’                                                                   |
| 26-6-2008                                                             | Vienna                                                                | Russia                                                                | 0 – 3                                                                 | Spagna                                                                | Euro 2008 - Semifinale                                                | -                                                                     | 56’ 60’                                                               |
| 5-9-2009                                                              | San Pietroburgo                                                       | Russia                                                                | 3 – 0                                                                 | Liechtenstein                                                         | Qual. Mondiali 2010                                                   | -                                                                     |                                                                       |
| 14-10-2009                                                            | Baku                                                                  | Azerbaigian                                                           | 1 – 1                                                                 | Russia                                                                | Qual. Mondiali 2010                                                   | -                                                                     |                                                                       |
| 14-11-2009                                                            | Mosca                                                                 | Russia                                                                | 2 – 1                                                                 | Slovenia                                                              | Qual. Mondiali 2010                                                   | 2                                                                     |                                                                       |
| 18-11-2009                                                            | Maribor                                                               | Slovenia                                                              | 1 – 0                                                                 | Russia                                                                | Qual. Mondiali 2010                                                   | -                                                                     | 22’ 77’                                                               |
| 3-3-2010                                                              | Györ                                                                  | Ungheria                                                              | 1 – 1                                                                 | Russia                                                                | Amichevole                                                            | 1                                                                     | 84’                                                                   |
| 11-8-2010                                                             | San Pietroburgo                                                       | Russia                                                                | 1 – 0                                                                 | Bulgaria                                                              | Amichevole                                                            | -                                                                     | 46’                                                                   |
| 3-9-2010                                                              | Andorra la Vella                                                      | Andorra                                                               | 0 – 2                                                                 | Russia                                                                | Qual. Euro 2012                                                       | -                                                                     | 75’                                                                   |
| 7-9-2010                                                              | Mosca                                                                 | Russia                                                                | 0 – 1                                                                 | Slovacchia                                                            | Qual. Euro 2012                                                       | -                                                                     | 81’                                                                   |
| 17-11-2010                                                            | Voronež                                                               | Russia                                                                | 0 – 2                                                                 | Belgio                                                                | Amichevole                                                            | -                                                                     | 74’                                                                   |
| 9-2-2011                                                              | Abu Dhabi                                                             | Iran                                                                  | 1 – 0                                                                 | Russia                                                                | Amichevole                                                            | -                                                                     | 46’                                                                   |
| 26-3-2011                                                             | Erevan                                                                | Armenia                                                               | 0 – 0                                                                 | Russia                                                                | Qual. Euro 2012                                                       | -                                                                     | 90’                                                                   |
| 29-3-2011                                                             | Doha                                                                  | Qatar                                                                 | 1 – 1                                                                 | Russia                                                                | Amichevole                                                            | -                                                                     | 46’                                                                   |
| 7-6-2011                                                              | Salisburgo                                                            | Camerun                                                               | 0 – 0                                                                 | Russia                                                                | Amichevole                                                            | -                                                                     | 76’                                                                   |
| 10-8-2011                                                             | Mosca                                                                 | Russia                                                                | 1 – 0                                                                 | Serbia                                                                | Amichevole                                                            | -                                                                     | 31’                                                                   |
| 6-9-2011                                                              | Mosca                                                                 | Russia                                                                | 0 – 0                                                                 | Irlanda                                                               | Qual. Euro 2012                                                       | -                                                                     | 76’                                                                   |
| 11-10-2011                                                            | Mosca                                                                 | Russia                                                                | 6 – 0                                                                 | Andorra                                                               | Qual. Euro 2012                                                       | 1                                                                     | 72’                                                                   |
| 11-11-2011                                                            | Il Pireo                                                              | Grecia                                                                | 1 – 1                                                                 | Russia                                                                | Amichevole                                                            | -                                                                     | 84’                                                                   |
| 29-2-2012                                                             | Copenaghen                                                            | Danimarca                                                             | 0 – 2                                                                 | Russia                                                                | Amichevole                                                            | -                                                                     | 70’                                                                   |
| Totale                                                                |                                                                       | Presenze                                                              | 46                                                                    |                                                                       | Reti                                                                  | 6                                                                     |                                                                       |

## Palmarès

### Club
- Campionato russo: 1

Lokomotiv Mosca: 2004
- Coppa di Russia: 1

Lokomotiv Mosca: 2006-2007
- Supercoppa di Russia: 1

Lokomotiv Mosca: 2005